# Hamm Peak
Hamm Peak ist ein kleiner, felsiger und 151 m hoher Berg an der Ingrid-Christensen-Küste des ostantarktischen Prinzessin-Elisabeth-Lands. Er ragt unmittelbar südlich des Strover Peak und 10 km westnordwestlich des Mount Caroline Mikkelsen auf.
Norwegische Kartographen kartierten ihn anhand von Luftaufnahmen der Lars-Christensen-Expedition 1936/37. Das Antarctic Names Committee of Australia benannte ihn nach George F. Hamm, Leiter der Mawson-Station im Jahr 1968, der auf diesem Berg eine Vermessungsstation errichtet hatte.